# マルク・ギウ
- マルク・ギウ
- マルク・グイウ

マルク・ギウ・パス（Marc Guiu Paz, 2006年1月4日 - ）は、スペイン・カタルーニャ州グラノリェース出身のサッカー選手。サンダーランドAFC所属。U-19スペイン代表。ポジションはFW。

## クラブ経歴
2013年にFCバルセロナのカンテラであるラ・マシアへ入団し、2023-24シーズン開幕前のプレシーズンからトップチームに帯同し始めた。
2023年10月22日、ラ・リーガ第10節のアスレティック・ビルバオ戦において0-0で迎えた79分に途中出場し、トップチームデビューを飾った。そのわずか23秒後にジョアン・フェリックスのスルーパスに抜け出し、右足でゴールへと流し込み決勝点をマーク。 なお、17歳291日にしてトップチームデビュー戦でゴールを挙げ、チーム史上最年少でデビュー弾を決めた選手となった。
2024年7月1日、プレミアリーグのチェルシーFCに移籍した。契約期間は5年間。8月18日、リーグ戦のマンチェスター・シティ戦で途中出場し、クラブデビューを果たした。2024-25シーズンはエンツォ・マレスカ監督のチームで16試合に出場して6ゴールを決めた。なお、これらはすべてUEFAカンファレンスリーグ 2024-25での得点だった。
2025年8月6日、サンダーランドAFCに期限付き移籍することが発表された。

## 代表経歴
2023年からスペインの世代別代表に招集され始め、2023年6月にハンガリーで行われたUEFA U-17欧州選手権2023では、大会通算4得点を記録し、同胞のラミン・ヤマルとともに大会得点王に輝いた。同年11月にインドネシアで行われた2023 FIFA U-17ワールドカップではグループステージ第1戦のU-17カナダ戦に加え決勝トーナメント1回戦（ラウンド16）のU-17日本戦で1得点ずつを記録した。

## 個人成績
2025年8月7日現在
| クラブ                | シーズン       | リーグ戦                   | リーグ戦 | リーグ戦 | カップ戦 | カップ戦 | リーグ杯 | リーグ杯 | 国際大会 | 国際大会 | その他 | その他 | 通算 | 通算 |
| クラブ                | シーズン       | ディビジョン               | 出場     | 得点     | 出場     | 得点     | 出場     | 得点     | 出場     | 得点     | 出場   | 得点   | 出場 | 得点 |
| --------------------- | -------------- | -------------------------- | -------- | -------- | -------- | -------- | -------- | -------- | -------- | -------- | ------ | ------ | ---- | ---- |
| バルセロナB           | 2023–24        | プリメーラ・フェデラシオン | 13       | 4        | —        | —        | —        | —        | —        | —        | 4      | 2      | 17   | 6    |
| バルセロナ            | 2023–24        | ラ・リーガ                 | 3        | 1        | 2        | 0        | —        | —        | 2        | 1        | 0      | 0      | 7    | 2    |
| チェルシー            | 2024–25        | プレミアリーグ             | 3        | 0        | 1        | 0        | 1        | 0        | 9        | 6        | 2      | 0      | 16   | 6    |
| サンダーランド (loan) | 2025–26        | プレミアリーグ             | 0        | 0        | 0        | 0        | 0        | 0        | —        | —        | —      | —      | 0    | 0    |
| キャリア総通算        | キャリア総通算 | キャリア総通算             | 19       | 5        | 3        | 0        | 1        | 0        | 11       | 7        | 6      | 2      | 40   | 14   |

1. ↑  リーグ戦プレーオフ
2. ↑  UEFAチャンピオンズリーグ
3. ↑  UEFAカンファレンスリーグ
4. ↑  FIFAクラブワールドカップ

## タイトル
チェルシー
- UEFAカンファレンスリーグ : 2024-25
- FIFAクラブワールドカップ : 2025